# (27381) Balasingam
(27381) Balasingam est un astéroïde de la ceinture principale d'astéroïdes.

## Description
(27381) Balasingam est un astéroïde de la ceinture principale d'astéroïdes. Il fut découvert le 10 mars 2000 à Socorro (Nouveau-Mexique) par le projet LINEAR. Il présente une orbite caractérisée par un demi-grand axe de 2,54 UA, une excentricité de 0,03 et une inclinaison de 4,2° par rapport à l'écliptique.

## Compléments